# Матарова
Матарова је насеље у Србији у општини Куршумлија у Топличком округу. Према попису из 2022. било је 43 становника (према попису из 1991. било је 118 становника).

## Демографија
У насељу Матарова живи 67 пунолетних становника, а просечна старост становништва износи 42,6 година (41,5 код мушкараца и 43,8 код жена). У насељу има 28 домаћинстава, а просечан број чланова по домаћинству је 2,96.
Ово насеље је великим делом насељено Србима (према попису из 2002. године).
|  |

| Демографија | Демографија | Демографија |
| Година      | Становника  | Становника  |
| ----------- | ----------- | ----------- |
| 1948.       | 227         |             |
| 1953.       | 247         |             |
| 1961.       | 252         |             |
| 1971.       | 194         |             |
| 1981.       | 172         |             |
| 1991.       | 118         | 118         |
| 2002.       | 83          | 83          |

| Етнички састав према попису из 2002.‍ | Етнички састав према попису из 2002.‍ | Етнички састав према попису из 2002.‍ | Етнички састав према попису из 2002.‍ | Етнички састав према попису из 2002.‍ |
| ------------------------------------ | ------------------------------------ | ------------------------------------ | ------------------------------------ | ------------------------------------ |
|                                      |                                      |                                      |                                      |                                      |
| Срби                                 | Срби                                 |                                      | 82                                   | 98,79%                               |
| Чеси                                 | Чеси                                 |                                      | 1                                    | 1,20%                                |
| непознато                            | непознато                            |                                      | 0                                    | 0,0%                                 |

| Година пописа     | 1948. | 1953. | 1961. | 1971. | 1981. | 1991. | 2002. |
| ----------------- | ----- | ----- | ----- | ----- | ----- | ----- | ----- |
| Број домаћинстава | 39    | 40    | 44    | 41    | 36    | 34    | 28    |

| Број чланова      | 1 | 2 | 3 | 4 | 5 | 6 | 7 | 8 | 9 | 10 и више | Просек |
| ----------------- | - | - | - | - | - | - | - | - | - | --------- | ------ |
| Број домаћинстава | 9 | 5 | 4 | 4 | 3 | 1 | 1 | 1 | 0 | 0         | 2,96   |

| Пол    | Укупно | Неожењен/Неудата | Ожењен/Удата | Удовац/Удовица | Разведен/Разведена | Непознато |
| ------ | ------ | ---------------- | ------------ | -------------- | ------------------ | --------- |
| Мушки  | 35     | 14               | 18           | 3              | 0                  | 0         |
| Женски | 33     | 3                | 19           | 11             | 0                  | 0         |
| УКУПНО | 68     | 17               | 37           | 14             | 0                  | 0         |

| Пол    | Укупно                    | Пољопривреда, лов и шумарство | Рибарство                            | Вађење руде и камена | Прерађивачка индустрија       |
| ------ | ------------------------- | ----------------------------- | ------------------------------------ | -------------------- | ----------------------------- |
| Мушки  | 25                        | 7                             | 0                                    | 0                    | 6                             |
| Женски | 5                         | 5                             | 0                                    | 0                    | 0                             |
| УКУПНО | 30                        | 12                            | 0                                    | 0                    | 6                             |
| Пол    | Производња и снабдевање   | Грађевинарство                | Трговина                             | Хотели и ресторани   | Саобраћај, складиштење и везе |
| Мушки  | 0                         | 1                             | 2                                    | 0                    | 8                             |
| Женски | 0                         | 0                             | 0                                    | 0                    | 0                             |
| УКУПНО | 0                         | 1                             | 2                                    | 0                    | 8                             |
| Пол    | Финансијско посредовање   | Некретнине                    | Државна управа и одбрана             | Образовање           | Здравствени и социјални рад   |
| Мушки  | 0                         | 0                             | 0                                    | 0                    | 1                             |
| Женски | 0                         | 0                             | 0                                    | 0                    | 0                             |
| УКУПНО | 0                         | 0                             | 0                                    | 0                    | 1                             |
| Пол    | Остале услужне активности | Приватна домаћинства          | Екстериторијалне организације и тела | Непознато            | Непознато                     |
| Мушки  | 0                         | 0                             | 0                                    | 0                    | 0                             |
| Женски | 0                         | 0                             | 0                                    | 0                    | 0                             |
| УКУПНО | 0                         | 0                             | 0                                    | 0                    | 0                             |